# Государственная больница Данверса
Государственная больница Данверса (англ. The Danvers State Hospital) — бывшая психиатрическая больница, расположенная с городе Данверс, штат Массачусетс. Была построена в 1874 году и открыта 1 мая 1878 года под руководством известного бостонского архитектора Натаниэля Джереми Брэдли на изолированном месте в сельской местности Массачусетса. Это была автономная психиатрическая больница площадью несколько акров, спроектированная и построенная в соответствии с планом Киркбрайда.
Несмотря на то, что в 1984 году здание было включено в Национальный реестр исторических мест США, большая часть здания была снесена в 2007 году.